# 西里西亚故土协会

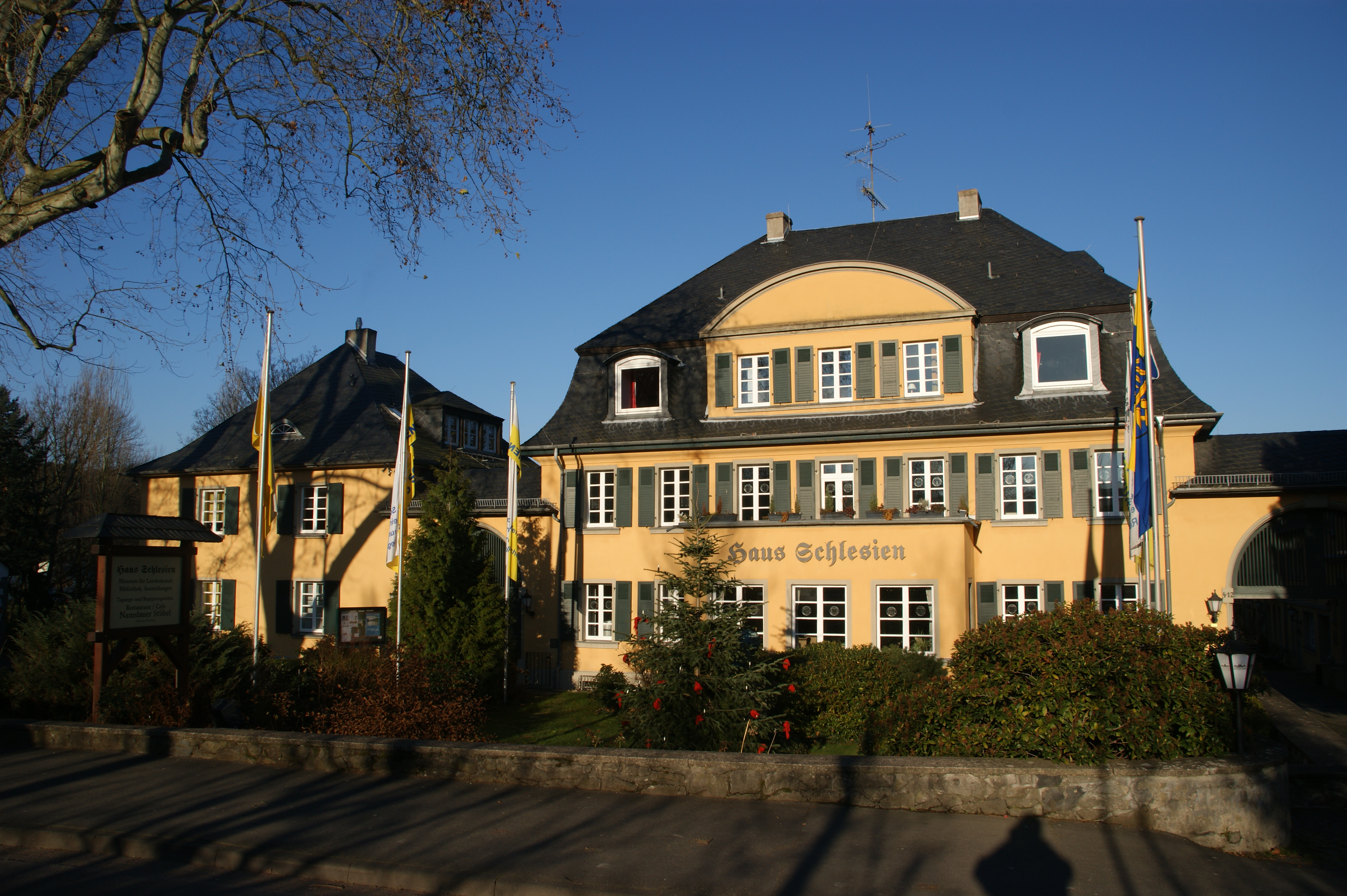
柯尼希斯溫特的西里西亚之屋（Haus Schlesien）

西里西亚故土协会-下上西里西亚（德語：Landsmannschaft Schlesien - Nieder- und Oberschlesien e.V.）是出生在前普魯士下西里西亞省和上西里西亞省的德國人及其後裔的組織，他們目前居住在德國。西里西亚故土协会成立於1950年3月，被逐者聯邦的成員，其總部位於北萊茵-威斯特法倫州的柯尼希斯溫特。